# Demerval Lobão
Demerval Lobão est une municipalité brésilienne située dans l'État du Piauí.